# Mount Oldfield
Mount Oldfield är ett berg i Antarktis. Det ligger i Östantarktis. Australien gör anspråk på området.
Terrängen runt Mount Oldfield är kuperad österut, men västerut är den platt. Havet är nära Mount Oldfield åt nordväst. Trakten är obefolkad. Det finns inga samhällen i närheten.